# Carlos Andrade Souza
Carlos Andrade Souza oder kurz Carlinhos (* 23. Januar 1987 in Vitória da Conquista) ist ein brasilianischer Fußballspieler.

## Karriere

### Verein
Carlinhos begann seine professionelle Fußballkarriere bei FC Santos. Sein Vertrag wäre dort im August 2008 abgelaufen, doch im Juni 2008 verlängerte er diesen um weitere drei Jahre. Danach wurde er für sechs Monate an Cruzeiro Belo Horizonte ausgeliehen und anschließend für fünf Monate an Mirassol FC. Im Dezember 2009 unterzeichnete er bei EC Santo André einen Ein-Jahres-Vertrag. Im Mai 2010 wechselte er zu Fluminense FC, wo er fünf Spielzeiten lang unter Vertrag stand und 2010 sowie 2012 die nationale Meisterschaft gewann. Im Januar 2015 wechselte er ablösefrei zu FC São Paulo. Hier konnte er an alte Erfolge nicht anknüpfen und wechselte jährlich zu eher zweitklassigen Klubs. Seit Saisonende im Dezember 2022 ist er ohne Kontrakt.

### Nationalmannschaft
Carlinhos wurde erstmals 2006 von Dunga in die brasilianische Fußballnationalmannschaft für das Freundschaftsspiel gegen die Schweiz berufen, kam allerdings nicht zum Einsatz. Nachdem er sechs Jahre lang nicht mehr in die Fußballnationalmannschaft berufen worden war, wurde er 2012 von Mano Menezes für das Turnier Superclásico de las Américas in die Mannschaft berufen. Sein Debüt gab er am 21. November 2012 im Finalspiel von Superclásico de las Américas, als Brasilien den Titel holte.

## Erfolge

### Verein
Santos
- Staatsmeisterschaft von São Paulo: 2006, 2007

Fluminense
- Série A: 2010, 2012
- Staatsmeisterschaft von Rio de Janeiro: 2012

CSA
- Staatsmeisterschaft von Alagoas: 2019

### Nationalmannschaft
- U-20-Fußball-Südamerikameisterschaft: 2007